# 草原车轴草
草原车轴草（学名：Trifolium campestre），为豆科车轴草属下的一个植物种。